# Situações e Nomes dos Ventos
Situações e nomes dos ventos (em latim, Ventorum Situs) é um trabalho geralmente atribuído a Aristóteles. O texto lista ventos soprando de doze direções diferentes e seus nomes alternativos usados em diferentes lugares. De acordo com a versão manuscrita do trabalho, Situações e nomes dos ventos é uma parte de um trabalho maior intitulado Dos sinais (De Signis), provavelmente escrito por um membro da escola peripatética.